# Гиперграфия
Гиперграфи́я (лат. hypergraphia, от др.-греч. ὑπέρ — сильно, крайне и γράφω — писать, сочинять) — стиль письма, для которого характерно чрезмерное многословие, педантическая настойчивость в упоминании многих несущественных деталей и склонность к навязчивым вставкам; все это свидетельствует об имеющемся у человека нарушении психики, которое часто встречается у больных эпилепсией. Люди, у которых наблюдается гиперграфия, редко сами признают наличие у них проблем в общении.
Гиперграфия не является самостоятельным расстройством, может быть связана с изменениями в височных долях при эпилепсии и мании. Невропатолог Алиса Вивер Флаэрти (англ. Alice Weaver Flaherty), в её книге «Полуночная болезнь: двигатель письма, авторская блокада, и творческий мозг» (англ. The Midnight Disease: The Drive to Write, Writer's Block, and the Creative Brain), описывает своё отношение к авторской блокаде и навязчивому чтению или гиперлексии.

## Причины гиперграфии
Несколько различных областей мозга управляют процессом письма. Физическим движением руки управляет кора головного мозга, которая включает часть внешнего слоя мозга. С другой стороны, письмом управляет лимбическая система — группа клеток, расположенная глубоко в коре, которая управляет эмоциями, инстинктами и вдохновением и как говорят, регулирует потребность человека в общении (коммуникации). Слова и идеи познаются и понимаются височными долями, находящимися позади ушей, и эти височные доли связаны с лимбической системой. Идеи организовываются и редактируются в лобной доле мозга. Повреждения височных долей вызывают эпилепсию височной доли, однако это, как также известно, актуально в семействе признаков. Гиперграфия не является частым проявлением эпилепсии височной доли.
Обычно считают, что гиперграфия вызвана изменениями в работе височных долей.
Это также связано с маниакальным синдромом и биполярным аффективным расстройством. Маниакальные приступы и депрессия, как сообщали, усиливали признаки гиперграфии. Дополнительно люди, страдающие шизофренией и передневисочным (англ. frontotemporal) слабоумием, также испытывают навязчивую необходимость в письме.

## Известные случаи
Гиперграфия была одной из центральных проблем в таинственной истории Вирджинии Ридли (Virginia Ridley), женщины из Джорджии, которая также страдала от агорафобии и эпилепсии и оставалась изолированной в своём доме в течение двадцати семи лет. Когда её муж, Элвин Ридли, был обвинен в удерживании жены против её воли в течение почти трёх десятилетий и последующем убийстве, более десяти тысяч страниц её гиперграфического журнала явились центральным доказательством при судебном разбирательстве 1999 года и в окончательном оправдании Элвина Ридли.
Существуют сведения, что Винсент ван Гог и Фёдор Достоевский страдали гиперграфией. Из личных объёмных записей интересны два самых обширных в мире дневника: дневники Роберта Шилдса и т.н. "Дневник" М. М. Пришвина.